# هازجة القصب هندرسون
هازجة القصب هندرسون (Acrocephalus taiti)، والمعروفة أيضًا باسم هازجة القصب جزيرة هندرسون، هي نوع من هوازج العالم القديم تتبع فصيلة الهازجية. توجد فقط في جزيرة هندرسون، وهي جزء من جزر بيتكيرن.موائلها الطبيعية هي الغابات الجافة شبه الاستوائية أو المدارية. إنها مهددة بخسارة موائلها.